# راهبه (فیلم ۲۰۱۳)
راهبه (فرانسوی: La Religieuse‎) فیلمی در ژانر درام و فیلمی فرانسوی، آلمانی، بلژیکی محصول سال ۲۰۱۳ به کارگردانی گیوم نیکلو است. این فیلم اقتباسی از رمان راهبه اثر دنی دیدرو است. این فیلم برای شصت و سومین جشنواره بین‌المللی فیلم برلین انتخاب شد. از بازیگران آن می‌توان از ایزابل هوپر، پولین اتین، فرانسواز لوبران و آگاته بونیتزر نام برد.